# 马塔基托战役
马塔基托战役是阿劳卡尼亚战争的一部分。它发生于1557年4月30日，参战双方为弗朗西斯科·德·比利亚格拉总督的西班牙军队和战争领袖莱夫扎茹率领的马普切人。这是对莱夫扎茹在一座长满树木的山和马塔基托河岸之间扎的强化营地的一场黎明突袭。

## 综述
在1557年早期，随着莱夫扎茹在佩特罗阿战役之后的撤退，弗朗西斯科·德·比利亚格拉便觉得自己足够强大了，于是他集结了一支强大的部队并向南进军去援助那些仍被马普切人围困住的城市。莱夫扎茹发现了圣地亚哥城当时相对地缺少保护，所以他避开了比利亚格拉，让他们去南方了。他很快再次向圣地亚哥进军，并集结了一支6000人的新军队，随后盟友帕尼瓜尔戈也加入了，使他的军队达到了10000人。不过，在军队抵达了马塔基托河两岸时，莱夫扎茹对待当地印第安人的方式类似于西班牙人的，因此他们树立了许多敌人，并且在和他的盟友就这一虐待事件进行了争吵之后，大多数盟友和许多马普切人都拒绝跟随他了。之后，他带着剩下的人从洛拉沿河而上了一里格，在一个叫马塔基托的地方为自己建立了一个强化营地。
由于当地印第安人曾受到莱夫扎茹虐待，因此他们背叛了莱夫扎茹，因此比利亚格拉知道了他的营地的位置。比利亚格拉发消息给圣地亚哥附近的胡安·戈迪涅斯，叫对方来与自己相会，而他自己则带着70人匆忙从南方返回。西班牙军队在距离莱夫扎茹的营地三里格的瓜莱莫地区的一个地方相会，而当地的印第安人并没有警告莱夫扎茹。弗朗西斯科·德·比利亚格拉和胡安·戈迪涅斯的联合军队一共有120人，其中有57名骑手（包括佩德罗·马里尼奥·德·洛韦拉），5名火绳枪兵，以及400多名印第安人仆从。西班牙人进行了一场出其不意的夜行军，来到了考内群山上，并从山上俯瞰到了莱夫扎茹在马塔基托河岸的营地。比利亚格拉派出了一支装备火绳枪或者剑与盾的西班牙步兵团队（包括阿隆索·洛佩斯·德·拉埃艾加达），由加夫列尔·德·比利亚格拉指挥，并带着他们进入了草丛。
到了黎明时，比利亚格拉突袭了营地。步兵们闯入了堡垒，而胡安·戈迪涅斯和比利亚格拉先派出了他们的印第安人盟友，之后从山上向堡垒发起了骑兵冲锋。战斗一开始，他们就杀死了刚走出自己的房子的莱夫扎茹。当西班牙人高叫莱夫扎茹已死时，来自伊塔塔、纽布莱、雷诺格伦的盟友战士们想尽一切办法地逃走了，只留下了莱夫扎茹的马普切人。尽管他们的首领死了，但是他们进行了顽强的抵抗，战斗了六个小时。战斗结束时，除了莱夫扎茹，250-500名马普切人也战死了，而西班牙人只失去了胡安·德·比利亚格拉。另外，半数以上的印第安人仆从和许多西班牙战马被杀死或受伤。莱夫扎茹的头之后被带走，并被展示在圣地亚哥的大广场上。